# Carl Anton Henschel

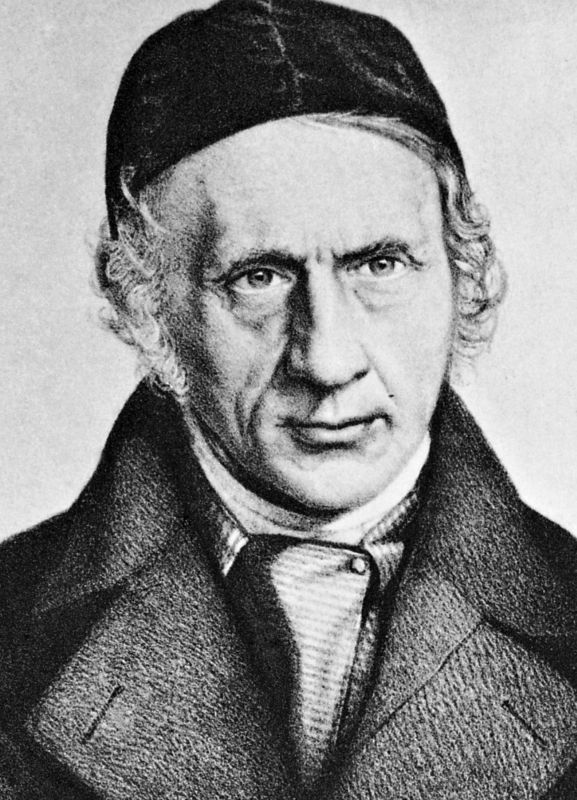
Carl Anton Henschel

Carl Anton Henschel (* 23. April 1780 in Kassel; † 19. Mai 1861 ebenda) war Oberbergrat und Begründer der Maschinenfabrik Henschel & Sohn in Kassel im Jahre 1817.

## Leben
Carl Anton Henschel stammte aus einer alten Glocken- und Stückgießerfamilie. Er war der älteste Sohn von Georg Christian Carl Henschel und Friederike Storck, Tochter des kurfürstlich hessischen Stückgießers Storck in Kassel, dessen Amtsnachfolger Georg Christian Carl Henschel 1785 wurde.
Mit seinem Bruder, dem späteren Bildhauer Johann Werner Henschel, besuchte Carl Anton Henschel das Lyzeum und die Kunstakademie seiner Heimatstadt. Nebenbei arbeitete er in den Werkstätten seines Vaters praktisch, trieb dann im Selbststudium, unterstützt durch Privatunterricht, Mathematik und wurde 1797 als unbesoldeter Akzessist beim fürstlichen Baudepartement in den technischen Staatsdienst aufgenommen. In dieser Stellung entwarf er 1801 das große Saug- und Druckwerk für die Saline Sooden-Allendorf, das im väterlichen Geschäft ausgeführt wurde. 1803 entwarf er in Kassel eine Lokomotive, von der er 1816 ein Modell baute, das inzwischen verschollen ist.
Seine erste feste Anstellung erhielt Henschel 1803 als kurfürstlich hessischer Baumeister der Saline Schmalkalden, wo er im gleichen Jahre Maria Kröschel heiratete. Hier blieb er, bis man ihn 1808 als königlich sächsischen Baumeister an die Saline nach Kösen berief. Nach drei Jahren wurde Henschel Königlich-westphälischer Bergingenieur I. Klasse in Karlshafen. Aus diesem Amt schied er nach zwei Jahren, um die Stellung eines kurfürstlich hessischen Bauinspektors auf der Saline Sooden anzunehmen. Von hier aus lehnte Henschel in den Jahren 1814, 1815 und 1816 drei sehr vorteilhafte Anerbieten, in preußische oder hannöversche Dienste zu treten, mit Rücksicht auf und aus Anhänglichkeit an sein damals arg bedrängtes Vaterland ab.
Der Staatsdienst bot für Henschel nicht die volle Befriedigung, und da sein Vater und sein Bruder infolge der Fremdherrschaft mit ihrem Geschäft in schwere Sorgen geraten waren, beschloss Henschel, in die väterliche Firma einzutreten. In Anbetracht seiner vielen Dienste, die er als Sachverständiger im Berg-, Hütten- und Salinenwesen seinem Vaterlande geleistet hatte, wurden ihm nicht nur der Eintritt in das väterliche Geschäft und die Versetzung nach Kassel bewilligt, sondern der hessische Staat gab ihm ein zinsfreies Darlehen von 2000 Talern, das er in das väterliche Geschäft einbringen konnte. Zugleich wurde der 37-Jährige zum Oberberginspektor ernannt. So konnte Henschel seine technischen Fähigkeiten sowohl dem Vaterlande als auch der Familie widmen.
Von diesem Zeitpunkt (1817) an firmierte Henschel & Sohn als Maschinenfabrik, anstelle des früher vorwiegenden Gießereibetriebes, der jedoch weiterhin aufrechterhalten wurde. Unter anderem stammt die alte, als besonders klangschön geltende Kirchenglocke von Werkel von hier.
Im Staatsdienst seiner Heimat blieb Anton Henschel, der 1832 zum Oberbergrat und Mitglied der kurfürstlichen Ober-Berg- und Salzwerk-Direktion in Kassel ernannt worden war, bis ihn eine zunehmende Schwerhörigkeit im Jahre 1845 zum Rücktritt zwang.
Im Jahre 1833 ging Henschel nach London, um die neuen Eisenbahnen Englands zu studieren. Bei dieser Gelegenheit lernte er Brunel und Stephenson kennen. In einem Brief an einen Freund, datiert Kassel, den 28. April 1833, sagt Henschel: „In der Eisenbahnsache erkenne ich eine Wohltat für die Menschheit und will mich ihr ernstlich widmen, so gut ich vermag.“
Henschel feierte am 28. August 1853 die goldene Hochzeit, verlor aber 1857 seine Gattin, 1860 seinen Sohn Carl und büßte dazu neben seinem schon lange schwachen Gehör in den letzten Jahren das Augenlicht ein. Sein Enkel Oscar Henschel übernahm die Leitung des Unternehmens.

## Veröffentlichungen und Erfindungen
1814 erfand Henschel das hydraulische Kettengebläse und erhielt von Kurfürst Wilhelm I. die goldene Medaille für Gewerbefleiß.
Im Jahr 1833 erschien Henschels erste Schrift: Neue Construction der Eisen-Bahnen (Kassel 1833). Darauf kam die Flugschrift Vorschlag der Anwendung eines eisernen Seilzuges auf Eisenbahnen heraus. Nach fünf Jahren folgte ein Beitrag zur Constructions-Verbesserung der Eisenbahnen (Kassel 1838) und als letzte zu diesem Thema: Einige Worte über den mechanischen Teil der Eisenbahnen (Kassel 1844).
Aus anderen Gebieten sind folgende Schriften von Henschel vorhanden: Gedanken über den ununterbrochenen Fortgang der Schöpfung aus Raum und Zeit (Kassel 1840), Aesthetik der höheren Baukunst (Kassel 1850), Das bequemste Maaß- und Gewichtssystem, gegründet auf den natürlichen Schritt des Menschen (Kassel 1855).
1837 erfand Henschel die nach ihm benannte Henschel-Jonval-Turbine, eine Wasserturbine, die 1841 in Holzminden zuerst angewandt wurde. Hier sah sie Nicolas J. Jonval und nahm in Frankreich erfolgreich das Patent darauf, das man in Hessen dem ursprünglichen Erfinder verweigert hatte.
Nachdem Henschel schon 1830 ein sechsjähriges hessisches Privileg auf den alleinigen Bau von Dampfmaschinen erhalten hatte, konstruierte er 1843 den Wasserröhrenkessel. 1845 erhielt er dafür von der Societé d'encouragement pour l'industrie nationale in Paris die große goldene Medaille und 6000 Francs.
Auf den verschiedensten Gebieten der Technik hat sich Henschel nicht nur versucht, sondern auch in seiner Zeit Hervorragendes geleistet. So baute er 1811 das erste deutsche Zylindergebläse, 1820 nahm er den Bau der Stanhope'schen Buchdruckpressen und 1825 die Herstellung kaltgezogener Bleirohre auf. 1843 begann er den Dampfschiffbau. Auch der Glocken- und Kanonenguss spielte in seinem Betrieb bis in die 1850er und 1860er Jahre noch eine Rolle. Seit 1840 war das wichtige Gebiet des Werkzeugmaschinenbaues aufgenommen worden, auf dem besonders im Bau sehr schwerer Maschinen Hervorragendes geleistet wurde. Auch der Brückenbau, der Bau von Dampfmaschinen und besonders von Dampfkesseln wurde unter Anton Henschel begonnen.

## Mitgliedschaften
Henschel gehörte verschiedenen gelehrten Gesellschaften als Mitglied an, so der Niederrheinischen Gesellschaft für Natur- und Heilkunde in Bonn, der Gesellschaft zur Beförderung nützlicher Künste in Frankfurt am Main, dem Verein zur Beförderung des Gewerbefleißes in Preußen, den Gewerbevereinen zu Darmstadt und Kassel und dem Verein für Eisenbahnkunde in Berlin.